# Arsenał Królewski w Warszawie

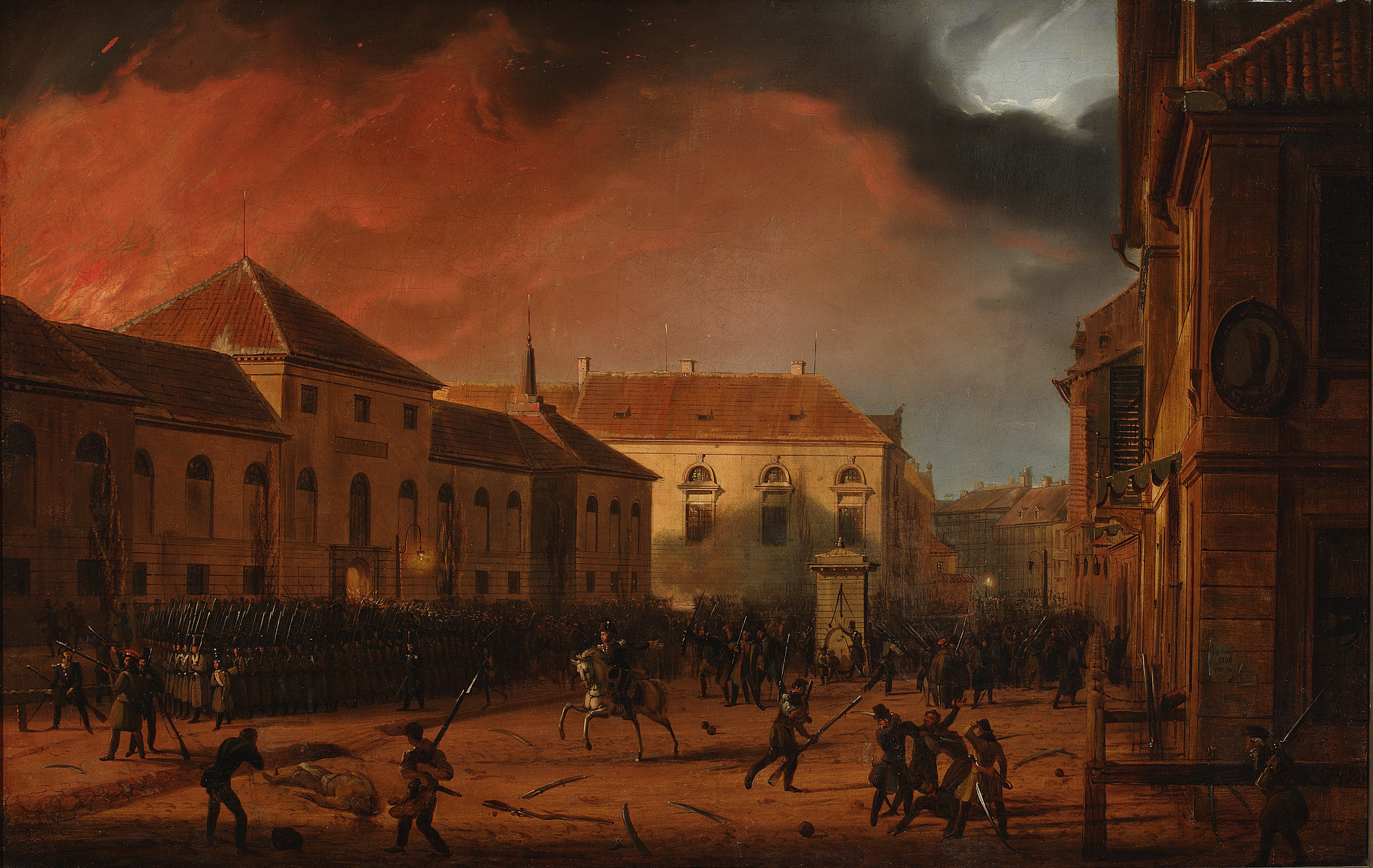
Obraz Marcina Zaleskiego Wzięcie Arsenału (1831)

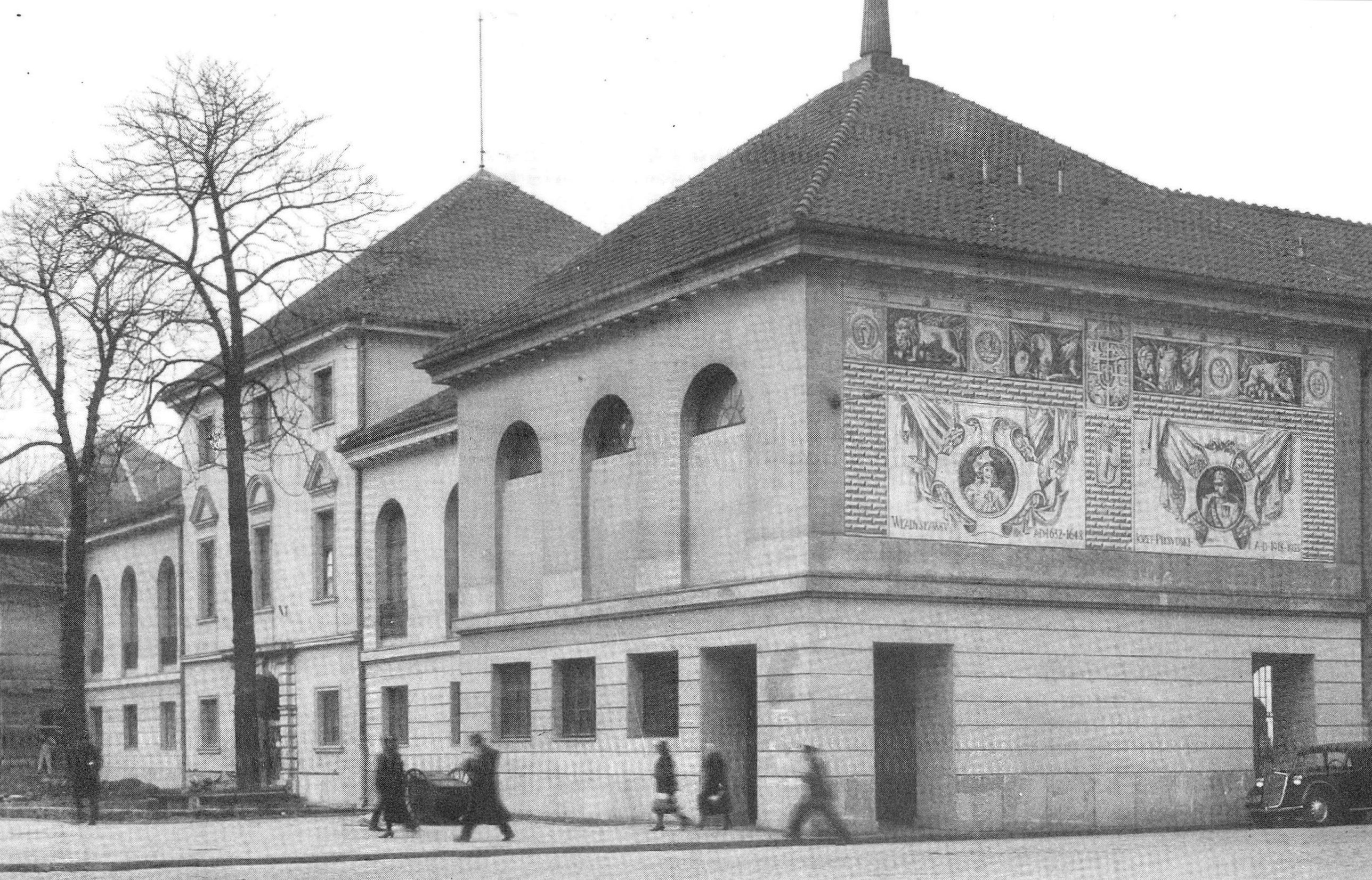
Gmach Arsenału w 1938

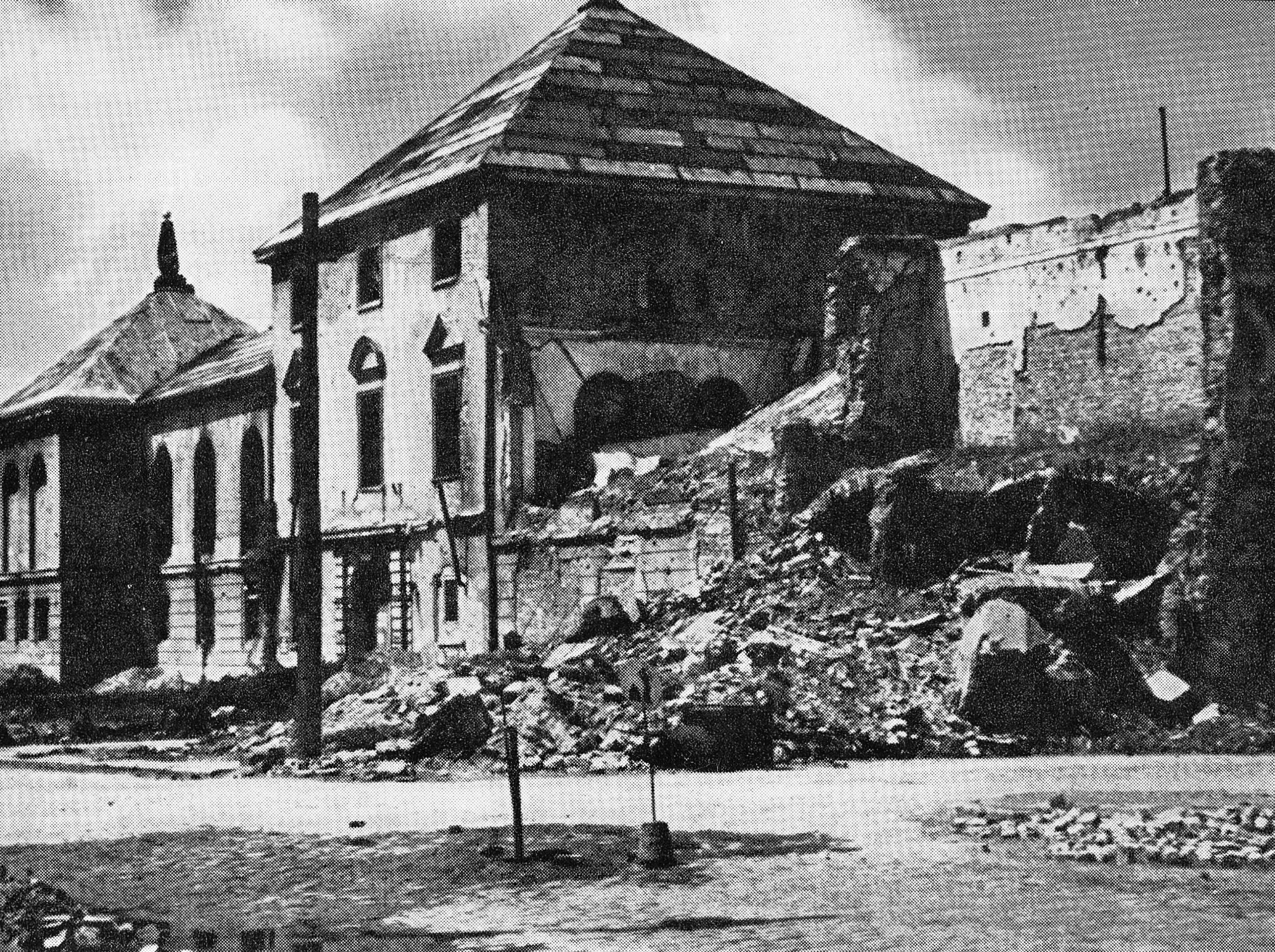
Częściowo zburzony i wypalony budynek w 1946

Arsenał Królewski – gmach dawnego arsenału znajdujący się przy ulicy Długiej 52 w Warszawie. Siedziba Państwowego Muzeum Archeologicznego.

## Historia
Warszawski arsenał, czyli królewski magazyn broni, to wczesnobarokowy, dwukondygnacyjny budynek w formie zamkniętego czworoboku o wymiarach 64 na 83 metry, z obszernym wewnętrznym dziedzińcem. Gmach został wzniesiony w latach 1638−1643 z rozkazu króla Władysława IV. Powstał w miejscu dawnego szpitala (przytułku) dla weteranów wojskowych założonego przez Stefana Batorego.
Budową kierowali kolejno Paweł Grodzicki i Krzysztof Arciszewski. W swojej niemal czterystuletniej historii był jeszcze wielokrotnie przebudowywany: w latach 1752−54 (według projektu Jana Zygmunta Deybla lub Joachima Daniela Jaucha), 1779−82, 1822 (przez Wilhelma Mintera), 1832–1835 (przebudowa na więzienie) i 1935−1938 (przez „Biuro Budowlane T. Czosnowski i Ska”) − usunięcie z gmachu więzienia i adaptacja na potrzeby Archiwum Miejskiego Warszawy, przywracająca w dużej części pierwotny wygląd. 
W połowie XVII wieku w Arsenale przechowywano ok. 100 dział oraz broń ręczną. We wrześniu 1655 budynek został zdobyty przez Szwedów. W 1702 został częściowo zniszczony wskutek wybuchu prochu wywołanego uderzeniem pioruna. Zniszczeniu uległo skrzydło od strony ul. Nalewki. W 1808 roku książę Józef Poniatowski zorganizował w budynku Arsenału Szkołę Artylerii oraz Saperów Księstwa Warszawskiego. W 1809 stał się on pierwszą siedzibą Szkoły Aplikacyjnej Artylerii i Inżynierów.
Arsenał był kilkukrotnie świadkiem ważnych wydarzeń z polskiej historii. W nocy z 29 na 30 listopada 1830 roku ludność Warszawy zdobyła budynek, wspierając tym samym rozpoczynające się powstanie listopadowe. Po upadku powstania władze rosyjskie ulokowały w budynku więzienie karne.
W 1938 roku zakończono przebudowę gmachu na siedzibę Archiwum Miejskiego Warszawy. W trakcie prac dodano podcienia wraz z chodnikiem od strony ul. Nalewki. Na ścianie od tej ulicy umieszczono również sgraffito z podobiznami Władysława IV i Józefa Piłsudskiego.
Budynek został uszkodzony w czasie obrony Warszawy we wrześniu 1939 roku.
26 marca 1943 roku miała tu miejsce akcja Szarych Szeregów, znana jako akcja pod Arsenałem.
5 sierpnia 1944 roku budynek Arsenału zostaje zajęty przez powstańców, którzy bronili go do 23 sierpnia. Tego dnia zniszczeniu uległy najcenniejsze zbiory Archiwum Miejskiego zgromadzone w sali parterowej pawilonu zachodniego.
Uszkodzony w czasie walk powstańczych budynek został spalony przez Niemców 4 listopada. Całkowitemu zniszczeniu uległa wtedy pozostała część zbiorów Archiwum. Budynek został zniszczony w 80%.
W latach 1948–50 Arsenał został odbudowany według projektu Brunona Zborowskiego. Nie odtworzono podcieni od strony ul. Nalewki gdyż funkcję tej ulicy przejęła obecna ul. Andersa. W budynku mieściły się pracownia projektów warszawskiego metra i Biuro Projektów i Studiów Budownictwa Przemysłowego. Od 1959 roku jest siedzibą Państwowego Muzeum Archeologicznego.
W 1965 roku gmach Arsenału został wpisany do rejestru zabytków.
31 sierpnia 2006 roku Rada Warszawy podjęła uchwałę o zmianie nazwy stacji warszawskiego metra Ratusz na Ratusz Arsenał.